# Chimaek
El chimaek (coreà: 치맥치맥; del coreà chikin: pollastre fregit i maekju: cervesa) és un plat coreà a base de pollastre fregit (el bàsic: huraideu o el picant: yangnyeom) acompanyat de cervesa, servit com a anju durant la nit en molts restaurants sud-coreans, incloent-hi un cert nombre de cadenes especialitzades.

## Origen
Des del pollastre rostit que va aparèixer a la dècada de 1960 a Corea i fins al pollastre picant per a satisfer els paladars coreans, Corea ha importat i desenvolupat una creixent varietat de plats de pollastre. Al mateix temps que el pollastre anava esdevenint popular, un projecte relacionat amb la cervesa va aparèixer durant la dècada de 1970 i també es va fer força popular fins que, finalment, es va fer freqüent combinar-los en els menús. Per altra banda, el chimaek va fer-se popular durant el mundial de Corea i Japó de 2002. El chimaek també ha tingut in impacte significatiu en la cultura de begudes coreana.

## Fora de Corea
El chimaek també és molt popular a la Xina, a conseqüència de la influència del drama El meu amor de les esrelles, en el qual Cheon Song-i diu que “Un dia de neu és perfecte pel nostre chimaek...”. A partir d'aquest punt, les botigues de pollastre a la Xina van augmentar, i es va esdevenir viral el fet de pujar imatges a les xarxes socials agafant amb una mà el pollastre i a l'altra la cervesa. Actualment, Corea està intentant ressorgir com a capital del chimaek, que ocupa un lloc especial entre el públic i els consumidors. Al 2012 es va celebrar un festival del chimaek a la Ciutat Metropolitana de Daegu, mentre que el 2013 es van aplegar 400.000 visitants durant els primers tres dies en un festival semblant a Ningbo.

## Comerç
Els restaurants de chimaek són una franquícia rendible. La demanda de botigues de pollastre va augmentar amb la creixent demanda de pollastre i cervesa. El març de 2014 Corea contava amb 192 franquícies de pollastre, de les quals un 10% són conegudes per receptes pròpies o úniques.